# Balenyà
Balenyà är en kommun i Spanien.   Den ligger i provinsen Província de Barcelona och regionen Katalonien, i den östra delen av landet, 500 km öster om huvudstaden Madrid. Antalet invånare är 3 714. Arean är 17,4 kvadratkilometer. Balenyà gränsar till El Brull, Castellcir, Collsuspina, Tona, Seva och Centelles. 
Terrängen i Balenyà är platt åt nordost, men åt sydväst är den kuperad.